# Jean-Bédel Bokassa
Jean-Bédel Bokassa ([ʒɑ̃ bedɛl bɔkasa], 22 tháng 2 năm 1921-3 tháng 11 năm 1996), còn được gọi là Bokassa I, là một nhà lãnh đạo chính trị và quân sự Trung Phi, từng là Tổng thống thứ 2 của Cộng hòa Trung Phi và là hoàng đế tự phong của quốc gia kế vị - Đế quốc Trung Phi cho đến khi bị phế truất ngày 20 tháng 9 năm 1979.
Trong thời kỳ này, Bokassa đã ở chức tổng thống khoảng 11 năm và ba năm với tư cách là hoàng đế tự xưng của Đế quốc Trung Phi. Chế độ độc tài quân sự này kéo dài từ ngày 4 tháng 12 năm 1976 đến ngày 21 tháng 9 năm 1979. Sau khi ông bị lật đổ, Cộng hòa Trung Phi đã được khôi phục bởi người tiền nhiệm David Dacko. Danh hiệu đế quốc của Bokassa không đạt được sự công nhận từ cộng đồng quốc tế.

## Thơ ấu
Họ tên đầy đủ của Bokassa là Jean Bedel Bokassa, thuộc bộ tộc M'Baka. Ông sinh ngày 22 tháng 2 năm 1921, là một trong 12 người con của Mindogon Bokassa, một trưởng làng và vợ Marie Yokowo ở Bobangui, một ngôi làng M'Baka lớn trong lưu vực Lobaye, rìa của khu rừng xích đạo, sau đó là một một phần của Xích đạo châu Phi thuộc Pháp, cách Bangui khoảng 80 km về phía tây nam. Mindogon bị buộc phải cho người dân làng mình làm việc cho công ty lâm nghiệp Forestière của Pháp. Sau đó Mindogon quyết định chống theo mệnh lệnh của Pháp, ông đã thả một số dân làng đang bị Forestière bắt làm con tin. Công ty coi đây là một hành động nổi loạn, vì vậy họ đã giam giữ Mindogon. Vào ngày 13 tháng 11 năm 1927, ông bị đánh đến chết tại quảng trường thị trấn ngay bên ngoài văn phòng quận. Một tuần sau, mẹ của Bokassa không thể chịu đựng nỗi đau mất chồng, đã tự tử.
Trong thời điểm mồ côi cha mẹ, Bokassa đang là học sinh bậc tiểu học tại Trường Sainte Jeane d'Arc ở M'Baiki. Trong thời gian học của mình, ông trở nên đặc biệt yêu thích một cuốn sách ngữ pháp tiếng Pháp của một tác giả tên Jean Bédel. Các giáo viên nhận thấy sự gắn bó này và bắt đầu gọi Bokassa là "Jean-Bédel".
Tuổi thiếu niên, ông học ở Trường trung học École Saint-Louis ở Bangu. Sau khi tốt nghiệp vào năm 1939, Bokassa đã gia nhập quân đội thực dân Pháp với tư cách là một tirailleur (tạm dịch: bộ binh hạng nhẹ) vào ngày 19 tháng 5 năm 1939.

## Binh nghiệp

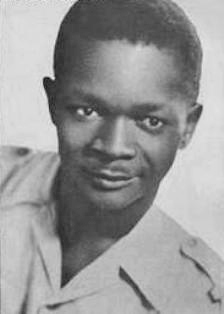
Bokassa 1939

Khi Thế chiến II nổ ra, nước Pháp bị quân đội Đức Quốc xã chiếm đóng, Bokassa gia nhập lực lượng "Pháp tự do" do De Gaulle lãnh đạo. Ông được thăng cấp hạ sĩ khi tham gia chiến dịch giải phóng tỉnh Provence, Pháp rồi được cho đi học lớp đào tạo sĩ quan.
Năm 1950, Bokassa sang Việt Nam, là lính lê dương trong quân đội viễn chinh Pháp và được thưởng Huân chương Bắc Đẩu bội tinh. Thời gian ở Việt Nam, ông lấy bà Nguyễn Thị Huệ rồi có một đứa con gái, đặt tên là Martine Nguyễn.

## Cầm quyền
Năm 1960, Xích đạo châu Phi thuộc Pháp giành lại được độc lập. Vị tổng thống mới của quốc gia này là David Dacko - vốn có họ hàng xa với Bokassa - quyết định đổi tên nước thành Cộng hòa Trung Phi rồi mời Bokassa về nắm quyền chỉ huy quân đội. Năm 1966, với lực lượng vũ trang trong tay, Bokassa tiến hành đảo chính, lật đổ David Dacko, tự xưng Tổng thống suốt đời.

### Hoàng đế
Năm 1976, Bokassa đạp đổ nền Cộng hòa, lên làm "hoàng đế", đổi tên nước thành Đế quốc Trung Phi. Lễ đăng quang xa hoa tiêu tốn 22 triệu USD.

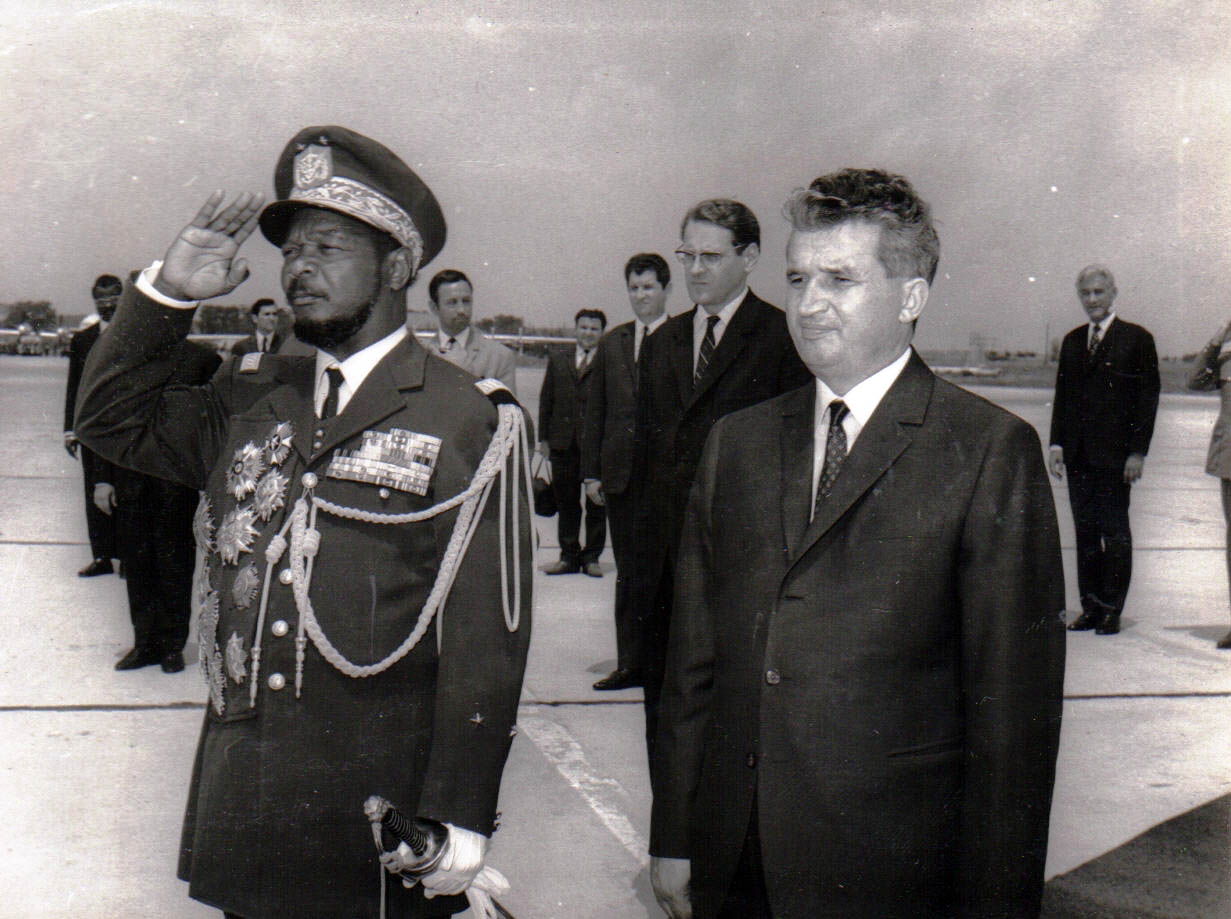
Bokassa và Nicolae Ceaușescu năm 1970

Bokassa là một người độc tài và độc ác khiến nhân dân và các nước quốc tế không chịu nổi. Năm 1979 Pháp và lực lượng đảo chính tấn công lật đổ Bokassa. Không kháng cự được Bokassa phải bỏ chạy sang Bờ Biển Ngà rồi sau đó là Pháp, nơi ông có nhiều lâu đài nguy nga. Ông bị chính quyền mới kết án tử hình vắng mặt.

### Sự độc tài và cuộc sống xa hoa
Trong thời gian làm "hoàng đế", Bokassa có sở thích sưu tập vàng bạc, đá quý. Trong số những đồ châu báu mà ông thu thập được, có 2 viên kim cương thô rất lớn nhưng chưa bao giờ ông đồng ý cho mài giũa. Để mua chuộc các chính trị gia - trong đó có cả Tổng thống Pháp Valéry Giscard d'Estaing, Bokassa đã dùng kim cương làm vũ khí. Sau này, Bokassa tố cáo Tổng thống d'Estaing đã đứng sau cuộc đảo chính lật đổ ông và cuỗm mất Hoàng hậu Cathérine của ông.
Để thể hiện quyền lực của một "hoàng đế", Bokassa đặt tên cho nhiều công trình ở thủ đô Bengui bằng tên mình như Cung thể thao Jean Bedel Bokassa, Đại lộ Bokassa, Đại học Tổng hợp Jean Bedel Bokassa... Bên cạnh đó, Bokassa còn cho xây dựng nhiều "dinh tổng thống" như Villa Kolongo, Villa Berengo, đồng thời là chủ của nhiều nhà hàng ăn uống, xưởng dệt vải, trang trại nuôi gia súc, hai hãng hàng không dân sự, một hãng mua bán ngà voi... Theo báo Le Figaro, Bokassa đã tự phong cho mình là "đệ nhất nông dân và đệ nhất thương gia của Đế chế Trung Phi". Những người từng có thời gian thân cận với Bokassa kể lại rằng ông ta tự cho mình có quyền làm hoàng đế suốt đời, kiêm Bộ trưởng Tư pháp, Quốc phòng, Nội vụ và các bộ khác.

### Sự lạnh nhạt của quốc tế
Sau một thập niên cai trị, Bokassa tổ chức lễ đăng quang Hoàng đế Bokassa Đệ nhất. Tuy nhiên, đa số các quốc gia đồng minh lân cận đều nghèo nên chẳng ai gửi tiền ủng hộ. Chỉ có nước Pháp tặng 22 triệu franc để mua sắc phục cho hàng nghìn quan khách, một ngai vàng cao 3,5 mét, rộng 5 mét làm theo kiểu Napoléon có viền nạm vàng, tám con ngựa trắng, một mũ triều thiên nạm vàng và kim cương do nhà kim hoàn nổi tiếng Arthus Bertrand của Pháp thực hiện với những viên kim cương mà có viên lên đến 8 carat. Ngoài ra còn có 2 bức chân dung Bokassa Đệ nhất vẽ bởi họa sĩ Hans Linus, người Đức. Hơn 24.000 chai rượu vang cao cấp Moet et Chandon và 4.000 chai rượu vang siêu cao cấp Château Mouton Rothschild và Château Lafite Rothschild được mua về phục vụ thực khách cùng 60 chiếc ôtô Mercedes mang từ Tây Đức sang.
Tuy nhiên, khác với lễ đăng quang của Vua Haile Selassie, xứ láng giềng Ethiopia hồi năm 1930 với hầu như toàn bộ các tổng thống, vua chúa, bộ trưởng các nước thân hữu đều hiện diện, lễ đăng quang của "Bokassa Đệ nhất" chỉ có tướng Franco (Tây Ban Nha), Hoàng đế Hirohito (Nhật Bản), Vua Shah Reza Pahlavi (Iran), Idi Amin (Uganda), Mobutu Sese Seko xứ Zaire, ngoài ra Tòa thánh Vatican từ chối cho Bokassa làm lễ xưng Đế ở nhà thờ chính tòa Bangui.

## Gia sản
Ở Pháp, Bokassa làm chủ nhiều bất động sản như lâu đài Villemorant ở Saint Louis Chavanon, lâu đài Handicourt de La Cottencière ở ngoại ô thủ đô Paris, lâu đài Mezy sur Seine, lâu đài Nice và nhà hàng khách sạn Le Montagne ở Romorantin.

## Gia đình
Jean-Bédel Bokassa có nhiều vợ bé như vũ nữ Martine N'Douta, kẻ vẫn thường ganh tị với các bà vợ bé người Gabon, Tunisie, Pháp, Bỉ, Lybie, Cameroon, Đức, Thụy Điển, Zaire, Trung Quốc. Nhiều người trong số họ được các nhà lãnh đạo sở tại "tặng" cho Bokassa khi ông ta công du các quốc gia này, chẳng hạn như bà vợ bé người Đài Loan là "quà tặng" của Tưởng Giới Thạch, lúc ấy cầm quyền ở Đài Loan. Tại Gabon, trong phái đoàn ra sân bay đón tiếp Hoàng đế Bokassa, ông ta đặc biệt để ý đến một cô gái tên là Joelle. Bỏ qua tất cả mọi nghi lễ ngoại giao, Bokassa dặn Joelle "đừng đi đâu hết" rồi tiến đến trước mặt Tổng thống Omar Bongo: "Hồi nãy tôi đến với tư cách quốc khách, bây giờ tôi gặp anh với tư cách riêng để xin cưới một công dân của anh làm vợ".
Dù muốn dù không, Tổng thống Omar Bongo cũng phải đồng ý. Khi công du một quốc gia khác, Bokassa gặp cô vũ nữ tóc vàng Gabriela Brimba trong một vũ trường. Ngỏ lời cầu hôn với cô ta nhưng bị từ chối, Bokassa liền "nói nhỏ" với lãnh tụ nước này. Chỉ hơn một tháng sau, Gabriela Brimba được đưa tới Bangui rồi được Bokassa đổi tên thành Martine N'Douta. Sau khi chế độ của quốc gia ấy sụp đổ, Brimba trở về cố quốc, bỏ lại đứa con gái tên là Anne de Berengo cho Bokassa nuôi dưỡng.

## Tội ác phanh phui
Sau cuộc đảo chính lật đổ Bokassa mang tên "Operation Barracuda" diễn ra ngày 20/9/1979, phần lớn tài sản của Bokassa đều bị tịch thu. Nhiều nước từ chối cho ông tị nạn. Chỉ có Tổng thống Bờ Biển Ngà là Felix Houphouet Boigny chịu chứa chấp ông vì áp lực của Pháp. Đến lúc ấy, nhiều tội ác của Bokassa mới bị phanh phui. Tại Villa Kolongo, ngoài hàng trăm viên kim cương và đồng hồ đeo tay bằng vàng ròng, còn có những chiếc tủ cấp đông bên trong chứa xác người, phần lớn là các lãnh tụ sinh viên tranh đấu chống Bokassa. Dưới hồ nước, cũng có rất nhiều xương người. Phe đảo chính khẳng định rằng những bộ xương ấy là phần còn lại sau khi Bokassa đã ăn thịt người để trường sinh.

### Kết thúc
Về cuối đời, Bokassa viết cuốn hồi ký "Ma Verité" - Chân lý đời tôi - nhưng chưa kịp xuất bản thì đã bị Chính phủ Pháp thu hồi. Tết năm 1985, Bokassa làm lễ kỷ niệm 20 năm cầm quyền tại lâu đài Handricourt nằm ở phía tây Paris nhưng chỉ có ông và những đứa con.
Trên bức tường trong đại sảnh, Bokassa cho trưng bày chân dung Hoàng hậu Catherine, Hoàng đế Napoléon và bức ảnh trận Điện Biên Phủ. Vì không có tiền mua thức ăn nuôi 15 đứa con, mỗi đứa một mẹ, nên Bokassa làm đơn xin Chính phủ Pháp tiền trợ cấp thời gian 6 tháng nằm điều trị vết thương tại một quân y viện ở Sài Gòn hồi thập niên 1950. May thay, vài tháng sau ngày gửi đơn, Bokassa được tòa án trả lại chiếc ôtô Corvette và một máy bay trị giá 6 triệu franc. Lập tức, Bokassa rao bán để lấy tiền trốn chạy khỏi nước Pháp.
Trước khi bỏ trốn, Bokassa viết thư cho Tổng thống Pháp là Francois Mitterand, nội dung tự nhận mình là "công dân tự do" trở về Cộng hòa Trung Phi và sẵn sàng  phục vụ đất nước nếu có lời mời. Lúc xuống sân bay Bangui, Bokassa định đọc một bài diễn văn, khẳng định mình vẫn là "Hoàng đế Bokassa Đệ nhất" thì bị an ninh Pháp phát hiện và bắt giữ. Tám tháng sau, Tòa án Cộng hòa Trung Phi tuyên bố xử tử hình ông ta. Biện hộ trước tòa, Bokassa nói ông bị buộc tội chỉ vì ông là người châu Phi. Được giảm xuống còn tù chung thân nhưng chỉ sau 6 năm nằm nhà đá, Bokassa được tha.
Bokassa chết ngày 3/11/1996 trong sự nghèo khó, túng quẫn. Vài năm trước khi mất, ông luôn mặc bộ quân phục "Thống chế Cộng hòa" với 7 hàng huy chương, huy hiệu thời Napoléon. Dù ở trong nhà hay ra đường, trên tay Bokassa lúc nào cũng có cây gậy chỉ huy mà ông ta gọi là "cây gậy công lý - canne de justice". Lúc chết, ngoài cây gậy, tài sản duy nhất của "Hoàng đế Bokassa Đệ nhất" chỉ là một bộ quần áo màu trắng mà Bokassa cho rằng nó có xuất xứ từ Jerusalem.